# سبک تایپوگرافی بین‌المللی

طرح‌حروف تصادفی-بی‌تناسب که در سال ۱۸۹۶ طراحی شد، بعدها به عنوان عیار و نشان سبک مدرن سوئیس شناخته شد.

سبک تایپوگرافی بین‌المللی (به انگلیسی: International Typographic Style) که به عنوان سبک سوئیس (به انگلیسی: Swiss Style) نیز شناخته می‌شود، سبکی در هنر گرافیک می‌باشد که در دهه ۱۹۵۰ میلادی در کشور سوئیس توسعه پیدا کرد و به پاکیزگی، خوانایی و واقع‌بینی در هنر گرافیک و تایپوگرافی تاکید دارد.
عیار و نشان‌های این سبک، استفاده از طرح‌بندی‌ها و صفحه‌بندی‌های نامتقارن با استفاده از گرید، و طرح حروف(به انگلیسی: Typeface) خاصی مانند طرح حروف فاقد-زائده (به انگلیسی: Sans-Serif Typeface) مانند طرح حروف تصادفی-بی‌تناسب (به انگلیسی: Akzidenz-Grotesk Typeface) و نیز متن‌های چپ‌تراز راست‌ناصاف (به انگلیسی: Flush-Left, Ragged-Right Text) می‌باشد.
این سبک همچنین استفاده از عکس را به جای تصویرسازی یا طراحی در اولویت بالاتری قرار می‌دهد و از آن استفاده می‌کند.
بسیاری از کارهای اولیه سبک تایپوگرافی بین‌المللی، تایپوگرافی را به عنوان عنصر اصلی طراحی، به ویژه در متن‌ها نشان می‌دهد و دلیل نامگذاری این سبک نیز همین مسئله می‌باشد. 